# 5393 Goldstein
Az 5393 Goldstein (ideiglenes jelöléssel 1986 ET) a Naprendszer kisbolygóövében található aszteroida. Edward L. G. Bowell fedezte fel 1986. március 5-én.